# Гергард Бассенге
Гергард Бассенге (нім. Gerhard Bassenge; 18 листопада 1897, Еттлінген — 13 березня 1977, Любек) — німецький офіцер, генерал-майор люфтваффе (1 січня 1943). Кавалер Німецького хреста в золоті.

## Біографія
Син майора Юліуса Августа Бассенге і його дружини Шарлотти, уродженої Доргут. Після навчання в кадетських школах Кесліна, Бенсберга і Берліна-Ліхтенфельда в жовтні 1914 року поступив на службу в піхотний полк «Фон Горн» (3-й рейнський) № 29. До березня 1916 року воював на Західному фронті. В квітні 1916 року пройшов підготовку льотчика-винищувача. Всього за час бойових дій збив 7 ворожих літаків.
Після демобілізації армій продовжив службу в рейхсвері. В 1927 році закінчив Ганноверський технічний університет і здобув диплом інженера. До 1933 року працював у Імперському міністерстві оборони, після чого був призначеним командиром 6-го піхотного полку (Фленсбург). 1 квітня 1934 року перейшов у люфтваффе і був призначений командиром групи, а також референтом Імперського міністерства авіації. З 1 березня 1937 року — командир 1-ї парашутної школи в Штендалі, одночасно комендант авіабази Штендаля. 1 червня 1938 року переведений в Інспекцію парашутних частин Імперського міністерства авіації, 1 жовтня — в Генштаб авіації.
З квітня 1939 року — начальник штабу командування 17-ї повітряної області (Відень), з 30 січня 1940 року на аналогічній посаді в 2-му повітряному флоті. Учасник Французької кампанії. З 1 серпня 1940 року — начальник штабу 5-го повітряного флоту (Осло). З 5 жовтня 1940 року — начальник штабу німецької місії ВПС у Румунії. З 1 жовтня 1942 року — командир 19-ї авіапольової дивізії. 1 лютого 1943 року переведений на Північноафриканський фронт комендантом фортеці Бізерта в Тунісі. 10 травня 1943 року потрапив у британський полон.
В 1947 році звільнений з полону. Відкрив власний бізнес з продажу іграшок і предметів повсякденного вжитку в Плені, де був міським радником і членом міської ради, а також різних товариств і організацій.

## Сім'я
7 жовтня 1955 року одружився з 22-річною Аннемарі Гедвіг Лангмаак.

## Нагороди
- Залізний хрест 2-го і 1-го класу
- Нагрудний знак військового пілота (Пруссія)
- Нагрудний знак «За поранення» в чорному
- Пам'ятний знак пілота (Пруссія)
- Почесний хрест ветерана війни з мечами
- Медаль «За вислугу років у Вермахті» 4-го, 3-го, 2-го і 1-го класу
- Нагрудний знак пілота
- Знак парашутиста Німеччини
- Медаль «У пам'ять 1 жовтня 1938» із застібкою «Празький град»
- Пам'ятна нарукавна стрічка «Винищувальна ескадрилья Бельке №2 1916/1918»
- Застібка до Залізного хреста 2-го і 1-го класу
- Нагрудний знак пілота (Румунія)
- Медаль «За хоробрість» (Словаччина) 2-го класу
- Орден Михая Хороброго 3-го класу (Румунське королівство; 19 вересня 1941)
- Німецький хрест в золоті (27 липня 1942)
- Нарукавна стрічка «Африка»